# Metazygia silvestris
Metazygia silvestris är en spindelart som först beskrevs av Bryant 1942.  Metazygia silvestris ingår i släktet Metazygia och familjen hjulspindlar.
Artens utbredningsområde är Puerto Rico. Inga underarter finns listade i Catalogue of Life.